# Eduardo Solís Nogueira
Eduardo Solís Nogueira (9 de octubre de 1972, Durango) es un político del Partido Revolucionario Institucional (PRI). Es diputado federal por la LXII Legislatura, por el IV Distrito de Durango y presidente del Comité Directivo Municipal del PRI en Durango.
Fue dirigente de la Confederación Nacional de Organizaciones Populares (CNOP) del municipio de Durango (2006-2010).
Regidor del H. Ayuntamiento de Durango y Coordinador de la Fracción de Regidores del PRI (2010 a febrero de 2013)
Fue Diputado local por el principio de mayoría relativa por el distrito III de Durango  (2013-2015), ganando en la Coalición Alianza para Seguir Creciendo (PRI-PVEM-Nueva Alianza-Partido Duranguense.
El 27 de noviembre de 2014, tomó protesta como diputado Federal, en suplencia de Jorge Herrera Delgado.

## Reseña biográfica

### Nacimiento e infancia
Nació el 9 de octubre de 1972 en la Ciudad de Durango, Durango. 

### Comienzos
Estudió la licenciatura en Administración en la entonces Facultad de Administración y Contaduría de la Universidad Juárez del Estado de Durango (UJED). Al presentar el examen de titulación obtuvo el segundo lugar a nivel estatal en el CENEVAL y el décimo a nivel nacional.
Desde su ingreso al PRI en 1998, cuando Ismael Hernández Deras fue presidente municipal de la capital, trabajó de lleno en varias responsabilidades en el Comité Directivo Municipal del PRI, y en 2006 obtuvo la dirigencia de la CNOP municipal.
Ha colaborado en varias campañas como coordinador de promoción del voto con Jorge Herrera Caldera cuando fue candidato a diputado federal, fue suplente deJorge Herrera Delgado en el proceso electoral federal 2012.

### Regidor
En el 2010 fue regidor del PRI y coordinador de la fracción en el gobierno de Adán Soria Ramírez y Coordinador de regidores cenopistas en el Estado.
Como regidor promovió el reglamento de comercialización de metales, aprobado en junio del 2012, donde se facultó al municipio para supervisar a los negocios que venden estos productos y evitar que compraran productos ilegales.
Así mismo puso hincapié en las condiciones de protección civil de las guarderías de Sedesol ubicadas en Durango.

### Diputado local
Fue diputado local por el principio de mayoría relativa por el distrito III de Durango (2013-2015), ganando por la Coalición Alianza para Seguir Creciendo (PRI-PVEM-Nueva Alianza-Partido Duranguense). por 19,663 votos y una diferencia de 9,759 votos con su más cercano competidor.
Marcó referente en materia electoral cuando el Consejo Electoral y de Participación Ciudadana de Durango aprobó que en las boletas electorales para el proceso electoral 2012-2013 se utilizaran sobrenombres o apodos de los candidatos, por lo que en la boleta apareció el nombre de Eduardo Solís Nogueira “Maky”.
Como Presidente de la Comisión de Vivienda, presentó una amplia reforma en la materia.
Además se distinguió por apoyar a los productores y comercializadores del mezcal mediante una legislación de vanguardia para proteger y fomentar su actividad, contar con estándares de calidad durante su fabricación y certificación nacional, pero sobre todo detonar el crecimiento regional y promover la generación de empleos.

### Presidente CDM PRI
El 25 de septiembre de 2014 fue elegido en el Consejo Político Municipal del PRI como su Dirigente.
Se ha destacado por tener acercamientos con instancias de la CFE para analizar los cobros excesivos de energía eléctrica y por promover la restauración de la supercarretera Durango-Mazatlán ante autoridades de la SCT y CAPUFE.

### Diputado federal
El 27 de noviembre de 2014, tomó protesta como diputado federal, en suplencia de Jorge Herrera Delgado.  
Es integrante de las Comisiones de Educación Pública y Servicios Educativos, Justicia y Presupuesto y Cuenta Pública. Además es Secretario de la Comisión Especial de Tecnologías de las Información y Comunicación. 

## Vida personal
Está casado y tiene 3 hijas.

## Premios y reconocimientos
- Coordinador de los Regidores Priístas en el Municipio de Durango (2010)